# Holzmastenbauart
Unter Holzmastenbauart versteht man eine Konstruktionsart, bei der druckimprägnierte Holzmasten als tragende Stützen ohne Fundament aber mit Betonummantelung im Boden eingespannt werden. Dies hat den Vorteil, dass alle vertikalen und horizontalen Einwirkungen direkt in den Boden abgeleitet werden und auf zusätzliche Stabilitätsmaßnahmen, wie der Aussteifung gegen Horizontalschub durch Wandscheiben oder entsprechende Diagonalstreben, verzichtet werden kann. 
In Deutschland findet diese Konstruktionsweise ihre Anwendung hauptsächlich in der Landwirtschaft, da es sich um eine sehr kostengünstige Variante handelt, um Vieh und landwirtschaftliche Güter unterzubringen. Zudem stellt die direkt in den Baugrund eingespannte Stütze die simpelste Art der Unterstützung für eine Überdachung dar. 
Diese Bauweise mit der einfachen Holzstütze als tragendes Element und der Gründung von Bauwerken auf Pfählen ist eines der ältesten Verfahren zur Erstellung von Bauwerken in der menschlichen Geschichte. Schon in der Vorgeschichte um 1100 v. Chr. wurden Rundholzpfähle für den Bau von Pfostenhäusern verwendet (siehe: Pfahlbaumuseum Unteruhldingen). In der Archäologie stellen die verbliebenen Pfostenlöcher ein wichtiges Hilfsmittel zur Lokalisierung von Bauwerken dar.
Die moderne Holzmastenbauart greift auf Erfahrungen von 7–8 Jahrzehnten vor allem aus Nordamerika und Skandinavien. In Deutschland begann Entwicklung vor ca. 40–50 Jahren. 
Die Entstehung der Norm, die DIN 18900, ließ jedoch weitere zwanzig Jahre auf sich warten. Diese Norm lässt nur eingeschossige Bauten für Landwirtschaft und Gewerbe zu, z. B. Ställe, Scheunen, Schuppen, Lagerhallen, Mehrzweckhallen, aber auch Freisitze und Unterstellplätze. Mit ihrer einfachen Bauweise gestattet es die Holzmastenbauart, solche Gebäude kostengünstig zu erstellen. Hierbei wird die Wirtschaftlichkeit vor allem durch den Wegfall von Streifenfundamenten, Windverbänden und Anschlusskonstruktionen zwischen Betongründung und Holzkonstruktion erreicht. Vorteilhaft ist darüber hinaus die durch die Einzeleinspannung der Maste problemlose Erweiterungsmöglichkeit von Gebäuden.

## Holzschutz
Als tragende Holzmaste kommen gemäß DIN 18900 nur Kiefern- und Fichtenstämme. Voraussetzung für Haltbarkeit ist der chemische Holzschutz, da der Mast im Erdreich der Bodenfeuchtigkeit und oberhalb der Witterung sowie dem Befall mit Pilzen und tierischen Holzschädlingen ausgesetzt ist. Die übliche Variante für die Imprägnierung von Masten ist die Verwendung von Steinkohleteeröl. Dieses Verfahren ist für den Holzmastenbau auch das einzig zulässige Holzschutzverfahren mit hydrophoben Imprägnierungsmitteln. Als Einbringverfahren von Steinkohleteeröl ist bei Holzmasten nur die Kesseldrucktränkung gestattet. Bei diesem großtechnischen Verfahren wird das Holz in verschließbaren druckdichten Kesseln mit Über- und Unterdruck getränkt und so das Schutzmittel in die Hohlräume des Holzes gedrückt. Die Eindringtiefe ist je nach Holzart unterschiedlich. 

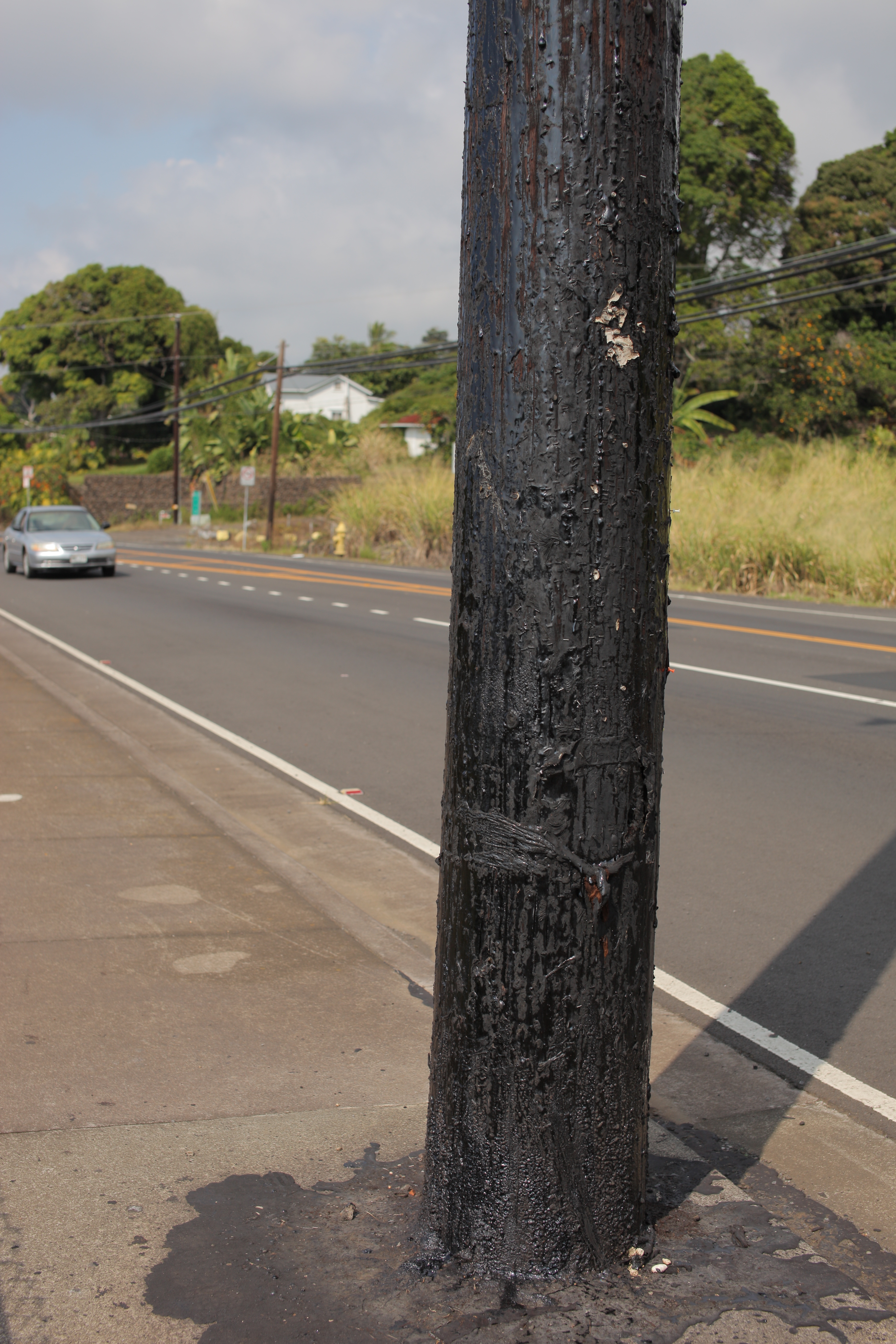
Mit Teeröl behandelter Holzmast in Hawaii. Durch Temperature und Alter sammelt sich das Holzschutzmittel am Fuß des Masten.

Bei den im Holzmastenbau häufig verwendeten Kieferrundhölzern wird bis zum Kern imprägniert. Bei Verwendung von Fichtenrundhölzern ist es etwas problematischer. Da das Steinkohlteeröl nicht so gut eindringen kann, werden hier nur Tiefen bis 15 mm erreicht. Aus diesem Grund wird für Fichte und Tanne nur die Kesseldrucktränkung mit wasserunlöslichen Präparaten gestattet. Zur Verbesserung des Eindringverhaltens schreibt die DIN 18900 vor, dass die Rundhölzer im besonders beanspruchten Erd-Luft-Bereich mechanisch vorzubehandeln sind. Dieser kritische Bereich beschränkt sich auf in etwa 500 mm unter und 400 über der späteren Erdgleiche. Als Vorbehandlung wird verstanden, dass das Holz kleine Einschnitte und Schlitze erhält, um das Schutzmittel tiefer eindringen zu lassen. Dies erfolgt mechanisch oder laseroptisch, wobei es dabei lediglich das Schlitzperforationsverfahren zu industrieller Anwendungsreife geschafft hat. Sind die Hölzer vorbehandelt, kommen sie in die Kesseldruckimprägnieranlage. Über einen Kompressor bzw. eine Vakuumpumpe wird im Imprägnierkessel der Überdruck respektive Unterdruck erzeugt. Das Teerölpräparat dringt über die Kapillaren der Zell- und Zellwandhohlräume, Markstrahlen und Risse in das Holzinnere. Wenn der Kesseldruck nicht ausreicht, die Flüssigkeit weiter ins Holz zu treiben, verbleibt das zähe Präparat in den Hohlräumen des Holzes. Ein weiteres Vordringen erfolgt nicht, denn Teeröle sind praktisch wasserunlöslich, verdampfen nicht und können daher nicht diffundieren.  
Bei hoher Temperatur wird das Öl dünnflüssiger, so dass im Laufe der Zeit im Holzmast nach unten wandern, sich dort konzentrieren und als Tropfen austreten oder in seltenen Fällen abrinnen kann.
Gemäß Norm sind neben der am häufigsten angewandten Kesseldrucktränkung auch noch die Wechseldruck-Tränkung und die Schwenkkesseldruck-Tränkung für den Fußbereich des Mastes gestattet.
Alternativ kann eine Imprägnierung mit Wirkstoffen wie einer Kupfersalzlösung vorgenommen werden, die den Mast lasierend grünlich färbt.

## Die Gründung
Die einfachste Variante der Gründung wäre die Rundholzstütze in das Bohrloch zu stellen und den Hohlraum zwischen Mast und Bohrlochwandung mit verdichtetem Kies aufzufüllen. Auch wenn dies früher die übliche Methode war, stellte sich heraus, dass nach dem Verdichten nur eine wenig steife Einspannung vorliegt, die durch Konsolidierung des Kies-Sand-Gemisches zwar steifer wird, aber auch im Endzustand nicht die Steifigkeit erreicht, als dass die Standsicherheit des Tragwerks und vor allem die Einhaltung der Verformungsbegrenzungen vollständig gewährleistet wäre. 
Aus diesem Grund fordert die DIN 18900 eine Betonummantelung aus verdichtetem Beton der Festigkeitsklasse B 10 (heute: C 8/10), die durch Rütteln oder Einstampfen kraftschlüssig mit dem Erdreich verbunden wird. Die Dicke der Mantelwandung sollte mindestens 10 cm stark und die Konsistenz mindestens erdfeucht K1 sein. Zudem werden gesonderte Ansprüche an Baugrund und Bohrlochtiefe gestellt, das heißt, der Baugrund muss eine mindestens mitteldichte Lagerung bei nichtbindigen Böden und eine mindestens steife Konsistenz bei bindigen Böden aufweisen. 